# 利琦珍
利琦珍（1948年9月14日—2023年9月22日），丹麦的阿伊努语研究者。2006年至2011年期间，她担任哥本哈根大学人文学部部长。
1948年9月14日，她在腓特烈西亚的医院出生。
1966年，她从腓特烈西亚文理中学毕业，之后在哥本哈根大学学习日语直至1977年，期间曾赴東京早稻田大学留学。
1986年获得博士学位，此后在哥本哈根大学发表了大量与阿伊努语相关的论文，积累了丰硕的研究成果。1984年至1990年，她担任奥胡斯大学教授，之后又担任哥本哈根大学东亚研究所教授。1995年至2006年，任香港大学日本学系教授。2006年至2011年，就任哥本哈根大学人文学部部长。2011年11月18日，因此前的贡献被授予丹麦国旗勋章。